# The United States vs. Billie Holiday
The United States vs. Billie Holiday (auch: Die Vereinigten Staaten gegen Billie Holiday) ist ein US-amerikanisches Filmdrama von Lee Daniels, das am 26. Februar 2021 in das Programm des Streaminganbieters Hulu aufgenommen wurde.
Die Filmbiografie über Billie Holiday, eine der bedeutendsten US-amerikanischen Jazzsängerinnen, die im Film von der Soul- und R&B-Sängerin Andra Day verkörpert wird, basiert auf dem Buch Chasing the Scream: The First and Last Days of the War on Drugs von Johann Hari.

## Hintergrund und Handlung

### Hintergrund
Tallulah Bankhead war ein Mitglied der Brockman Bankhead-Familie. Ihr Großvater und ihr Onkel waren US-Senatoren, und ihr Vater war elfmal Mitglied des Kongresses der Vereinigten Staaten, die letzten beiden als Sprecher des Repräsentantenhauses. Tallulah unterstützte liberale Anliegen wie Bürgerrechte und widersetzte sich häufig öffentlich ihrer eigenen Familie. In ihrem Privatleben kämpfte Bankhead mit Alkoholismus und Drogenabhängigkeit, rauchte täglich etwa 120 Zigaretten und war bekannt für ihr promiskuitives Sexualleben mit Männern und Frauen. Joe Guy ist ein Jazzmusiker, der nebenbei als Drogendealer arbeitete, so auch für Holiday. Ihm stand eine vielversprechende Karriere als progressiver Bop-Musiker bevor, doch seine Drogenabhängigkeit hielt ihn von einem weiteren Erfolg ab. Nach einer Verurteilung wegen Drogenhandels 1947 verschwand Joe Guy aus der Musikszene.

### Handlung
Die Jazzsängerin Billie Holiday wird inmitten ihrer Karriere in einer Undercover-Operation unter der Leitung des Bundesagenten Jimmy Fletcher vom Federal Department of Narcotics ins Visier genommen.

## Literarische Vorlage
Der Film basiert auf dem Roman Chasing the Scream: The First and Last Days of the War on Drugs von Johann Hari, der im Januar 2015 bei Bloomsbury veröffentlicht wurde. Der schweizerisch-schottische Schriftsteller und Journalist schrieb unter anderem für The Independent und The Huffington Post und veröffentlichte Bücher zu den Themen Depression und dem Kampf gegen Drogen. Die Veröffentlichung des Buches fiel mit dem 100. Jahrestag des Harrison Narcotics Tax Act in den Vereinigten Staaten zusammen, das weltweit erste Gesetz zur Drogenkontrolle. In Chasing the Scream schreibt Hari über den Beginn von zwei globalen Kriegen ab 1914, der Erste Weltkrieg, der vier Jahre dauerte, und der Krieg gegen Drogen, der bis dahin andauerte.

## Produktion

### Stab, Besetzung und Dreharbeiten
Das auf Haris Roman basierende Drehbuch schrieb die Autorin und Dramatikerin Suzan-Lori Parks. Im September 2019 wurde das Filmprojekt mit Lee Daniels als Regisseur angekündigt. Im selben Monat sowie im Folgemonat stand die Besetzung fest.
Andra Day verkörpert im Film die US-amerikanische Jazz-Ikone Billie Holiday, mit Spitzname Lady Day. Die Soul- und R&B-Sängerin erhielt für Rise Up eine Grammy-Nominierung und steuerte auch Stand Up for Something für
Marshall bei, ein Song der ebenfalls eine Grammy-Nominierung erhielt und zudem für den Oscar nominiert wurde.
Trevante Rhodes, der in dem 2017 bei der Oscar-Verleihung mit dem Hauptpreis ausgezeichneten Film Moonlight von Barry Jenkins durch die Rolle der von ihm gespielten Hauptfigur bekannt wurde, spielt Bundesagent Jimmy Fletcher. Garrett Hedlund spielt Harry Anslinger, ein US-Regierungsbeamter, der während der Präsidentschaften von Herbert Hoover, Franklin D. Roosevelt, Harry S. Truman, Dwight D. Eisenhower und John F. Kennedy als erster Kommissar des Federal Bureau of Narcotics des US-Finanzministeriums fungierte und ein Befürworter des Verbots und der Kriminalisierung von Drogen war.
Natasha Lyonne übernahm die Rolle der Film- und Theaterschauspielerin Tallulah Bankhead, Melvin Gregg spielt den Jazz-Trompeter Joe Guy. Tyler James Williams ist in der Rolle des Saxophonisten Lester Young zu sehen, kurz „Pres“ oder „Prez“. Dana Gourrier spielt Holidays Mutter Sarah Julia „Sadie“ Fagan, Erik LaRay Harvey den Posaunisten Jimmy Monroe, den sie im August 1941 heiratete. Tone Bell spielt den Jazz-Bassisten John Levy, der nicht nur mit Holiday, sondern auch mit Jazz-Größen wie Ben Webster, Erroll Garner und Milt Jackson spielte.
In weiteren Rollen sind Rob Morgan als McKay, Evan Ross als Agent Sam Williams, Da’Vine Joy Randolph als Roslyn und die Schauspielerin, Sängerin und LGBTQ-Aktivistin Miss Lawrence in der Rolle von Miss Freddy zu sehen.
Die Dreharbeiten begannen am 6. Oktober 2019 in Montreal. Als Kameramann fungierte Andrew Dunn.

### Filmmusik und Veröffentlichung
Die Filmmusik wurde von Christopher Gunning komponiert. Day singt im Film zudem All of Me, ein Jazzstandard, der von Gerald Marks und Seymour Simons geschrieben und gesungen von Holiday im Jahr 1941 besondere Bekanntheit erlangte. In Days Version wurde All of Me im Januar 2021 veröffentlicht. Unter den Songs, die für den Film geschrieben wurden, finden sich Tigress & Tweed von Raphael Saadiq und Day, The Devil and I Got Up to Dance a Slow Dance von Jamie Hartman, Warren Oak Felder, Coleridge Tillman und Charlie Wilson und Break Your Fall von Warren Oak Felder und Coleridge Tillman. Der Song Tigress & Tweed wurde Ende Januar 2020 vorab veröffentlicht. Das komplette Soundtrack-Album mit insgesamt 13 Musikstücken wurde am 19. Februar 2021 von Warner Records veröffentlicht.
Der erste Trailer wurde im Januar 2021 vorgestellt. Nachdem ursprünglich eine Veröffentlichung durch Paramount Pictures im Februar 2021 geplant war, verkaufte das Studio die Filmrechte im Dezember 2020 an den Streamingdienst Hulu, der ihn am 26. Februar 2021 in sein Programm aufnehmen will. Am 1. April 2021 soll der Film auch in die deutschen Kinos kommen.

## Rezeption

### Kritiken
Insgesamt stieß der Film bei den Kritikern auf geteiltes Echo.
David Rooney von The Hollywood Reporter schreibt, Regisseur Lee Daniels verschiebe die Erzählung, im Gegensatz zu früheren Filmbiografien über Billie Holiday, um sich mehr auf deren Bedeutung als Schlüsselfigur des Drogenkrieges des hierbei rassistisch agierenden FBIs zu konzentrieren. Erst im Abspann und damit eigentlich viel zu spät werde darauf hingewiesen, dass Holiday, die selbstbewusst ihren Weg gegangen war, auch sechs Jahrzehnte nach ihrem Tod noch ein wesentlicher Bestandteil des amerikanischen Kulturlebens geblieben ist. Rooney stellt sich die Frage, ob dies nicht die Aufgabe des Films gewesen wäre, statt dies einfach im Postskriptum zu erwähnen. Dennoch würdigt er Andra Day, die in ihrer ersten Hauptrolle diesen schillernden Star spielt, die nicht nur den  Schmerz im Lebens dieser großartigen Jazzsängerin auf und neben der Bühne einfange, sondern auch deren rauchige Stimme und die geschmeidige Phrasierung bei deren musikalischem Geschichtenerzählen, die Holiday zu einer Legende machten.
Simon Hauck vom Filmdienst bemerkt zu Day, die in jede Szene gleichsam beeindruckende wie souverän agierende Hauptdarstellerin liefere eine sehens- und hörenswerte Darbietung ab, und ihr sei es letztlich zu verdanken, dass man die mehrheitlich zu lang geratenen Szenen zwischen musikalischen Aufstiegs- und persönlichen Unglücksgeschichten doch einigermaßen gespannt verfolgt. Völlig zu Recht sei sie für diese Rolle für den Oscar nominiert worden.
Auch Gerhard Midding von epd Film findet, die ausgezeichnete Soul- und R&B-Sängerin interpretiere sie mit souveräner Hingabe: „Sie trifft nicht nur das Timbre dieser eigentlich unverwechselbaren Stimme, sondern versteht auch, wie intim Holiday mit ihrem Publikum kommuniziert. Der Film besitzt die Noblesse, jedes Lied in ganzer Länge wirken zu lassen; nur Strange Fruit wird einmal mit Polizeigewalt abgebrochen. Day hält das Charisma ihrer Figur aufrecht bis zum Schluss, als kaum noch ein Funken Leben in ihr steckt.“ Ansonsten schreibt Midding, es sei ein heilloses Durcheinander der Rückblenden und Drogenträume, fahrig angerissener Episoden, als ein Stilgemisch inszeniert, das nicht einmal vor slapstickhaftem Zeitraffer zurückschreckt. Mit dem Tauziehen zwischen Fakten und Spekulation unterminiere der Film letztlich auch seine bestechende These, Holiday sei eine Vorreiterin der Bürgerrechtsbewegung und ein politisches Opfer. So springe Daniels mit dieser Lebensgeschichte um, als ließe sie sich in freier Improvisation erzählen, aber leider ohne den Instinkt eines Jazzvirtuosen.
Simon Hauck schreibt hierzu, sowohl die zeithistorisch brisante Ära der aufkeimenden Bürgerrechtsbewegung, die ihre Wogen bis zur gegenwärtigen „Black-Lives-Matter“-Debatte schlägt, wie der solitäre Status Holidays als Hoffnungsträgerin junger schwarzer Amerikanerinnen würden in Daniels’ unausgegorener Regie  lediglich gestreift. Weder in der bruchstückhaften Narration des Drehbuchs noch in den optisch zwar aufwendig inszenierten, aber dennoch seltsam steril wirkenden Settings gelinge Daniels mit The United States vs. Billie Holiday ein in der Summe wirklich überzeugendes oder innovatives Biopic.

### Auszeichnungen
African-American Film Critics Association Awards 2021
- Auszeichnung als Beste Hauptdarstellerin (Andra Day)[27]

Black Reel Awards 2021
- Auszeichnung als Beste Nachwuchsdarstellerin (Andra Day)
- Nominierung als Beste Hauptdarstellerin (Andra Day)
- Nominierung als Bester Song („Tigress & Tweed“)
- Nominierung für die Besten Kostüme (Paolo Nieddu)[28][29]

Critics’ Choice Movie Awards 2021
- Nominierung als Beste Hauptdarstellerin (Andra Day)
- Nominierung für die Besten Frisuren und das beste Make-up
- Nominierung als Bester Filmsong („Tigress & Tweed“)

Golden Globe Awards 2021
- Auszeichnung als Beste Hauptdarstellerin (Andra Day)
- Nominierung als Bester Filmsong („Tigress & Tweed“, Andra Day und Raphael Saadiq)[30]

Grammy Awards 2022
- Auszeichnung als Best Compilation Soundtrack for Visual Media (Andra Day)

Hollywood Music in Media Awards 2021
- Nominierung als Bester Song („Tigress & Tweed“, geschrieben von Raphael Saadiq und Andra Day, performed von Andra Day)[31]

Make-Up Artists and Hair Stylists Guild Awards 2021
- Nominierung für die Besten Make-up-Spezialeffekte (Adrian Morot)[32]

Oscarverleihung 2021
- Nominierung als Beste Hauptdarstellerin (Andra Day)

Palm Springs International Film Festival 2021
- Auszeichnung mit dem „Breakthrough Performance Award“ (Andra Day)[33]

## Synchronisation
Die deutsche Synchronisation entstand nach einem Dialogbuch von Christine Roche und der Dialogregie von Ursula von Langen im Auftrag der Münchner Synchron GmbH.
| Darsteller             | Synchronsprecher    | Rolle                            |
| ---------------------- | ------------------- | -------------------------------- |
| Andra Day              | Kathrin Gaube       | Billie Holiday                   |
| Blake DeLong           | Jochen Paletschek   | Agent Carter                     |
| Evan Ross              | Jan Makino          | Agent Williams                   |
| Morgan Moore           | Pascal Breuer       | Bassist                          |
| Taryn Brown            | Tilda Kortemeier    | Billie (10 Jahre)                |
| Warren 'Slim' Williams | Pat Zwingmann       | Bobby Tucker                     |
| Ray Shell              | Gerhard Jilka       | Carl, der Drummer                |
| Alain Goulem           | Andreas Borcherding | Ed Fishman                       |
| Jono Townsend          | Fabian Wittkowski   | Gitarrist                        |
| Garrett Hedlund        | Tommy Morgenstern   | Harry Anslinger                  |
| Erik LaRay Harvey      | Josef Vossenkuhl    | James Monroe                     |
| Trevante Rhodes        | Sebastian Winkler   | Jimmy Fletcher                   |
| Dusan Dukic            | Matthias Klie       | Joe Glaser                       |
| Melvin Gregg           | Karim El Kammouchi  | Joe Guy                          |
| Tone Bell              | Leonard Hohm        | John Levy                        |
| Jeff Corbett           | Alexander Pelz      | Kongressabgeordneter J.P. Thomas |
| Tyler James Williams   | Patrick Roche       | Lester Young                     |
| Rob Morgan             | Stefan Lehnen       | Louis McKay                      |
| Miss Lawrence          | Paul Sedlmeir       | Miss Freddy                      |
| Adriane Lenox          | Angelika Bender     | Mrs. Fletcher                    |
| Leslie Jordan          | Lutz Mackensy       | Reginald Lord Devine             |
| Da'Vine Joy Randolph   | Susanne von Medvey  | Roslyn                           |
| Dana Gourrier          | Madeleine Stolze    | Sadie                            |
| Natasha Lyonne         | Carin C. Tietze     | Tallulah Bankhead                |